# إبرام إم. سكوت
إبرام إم. سكوت هو سياسي أمريكي، ولد في 1785 في مقاطعة إيدجفيلد في الولايات المتحدة، وتوفي في 12 يونيو 1833 في جاكسون في الولايات المتحدة بسبب كوليرا. نشط حزبياً في الحزب الديمقراطي. وقد انتخب نائب حاكم ميسيسيبي ‏ (1828 – 9 يناير 1832) وانتخب حاكم ميسيسيبي ‏ (9 يناير 1832 – 12 يونيو 1833) وانتخب عضو مجلس ولاية مسيسيبي ‏.